# Hyles kruegeri
Hyles kruegeri är en fjärilsart som beskrevs av Schaw. Hyles kruegeri ingår i släktet Hyles och familjen svärmare. Inga underarter finns listade i Catalogue of Life.